# Catrin George Ponciano
Catrin George Ponciano (* 1967 in Bielefeld) ist eine deutsche Reiseschriftstellerin,  Journalistin, Reiseführerin und ehemalige Köchin. Sie lebt und arbeitet seit 1999 in Portugal.

## Leben
Catrin George Ponciano wurde 1967 in Bielefeld geboren. Sie arbeitete als Köchin und war später Küchenchefin.
Im Jahr 1999 zog sie nach Portugal, wo sie zunächst als Köchin arbeitete und erste Essays, Reiseberichte und andere literarische Texte verfasste. 2006 gab sie ihren Beruf auf und arbeitet seither als freiberufliche Journalistin und Schriftstellerin. Insbesondere mit ihren Reportagen und Reiseführern über das Land wurde sie bekannt, etwa ihre beiden Bände zur Algarve und zum Alentejo in der Reihe „111 Orte, die man gesehen haben muss“ im Emons-Verlag. 2021 belegte sie den sechsten Platz beim Putlitzer Buchpreis der 42er Autoren.
2020 erschien ihr erster Kriminalroman, für den sie bei den Stuttgarter Kriminächten 2021 den Debütpreis erhielt. Kriminalinspektorin Oliveira klärt darin einen Mordfall auf, in den heute einflussreiche, ehemalige PIDE-Agenten vor der Nelkenrevolution 1974 und den folgenden Geschehnissen 1975 verwickelt sind. Der zweite Fall der (nunmehr ehemaligen) Inspektorin Oliveira erschien im August 2022 und ist im Naturreservat Sado-Mündung angesiedelt, im Spannungsfeld von Immobilienspekulation, Familiengeschichten und alten Rechnungen aus der Zeit der Diktatur.
2021 erschien mit „Das Lissabon des Fernando Pessoa“ ein Buch, das sich dem Wirken in Lissabon des bedeutendsten Autors der portugiesischen Literatur der Moderne, Fernando Pessoa widmet, mit Texten Poncianos und Fotos von Angelika Fischer.
Catrin George Ponciano lebt mit ihrem Mann bei Portimão an der Algarve, von wo aus sie als deutsch-portugiesische Reiseleiterin und Kultur-Vermittlerin wirkt, ehrenamtlich die Sektion Algarve des Landesverbandes Portugal der Deutsch-Portugiesischen Gesellschaft leitet, literarische Touren durch Portugal organisiert und einen Salon für lusophone Literatur führt.

## Bibliografie
- 2016: Algarve genießen (Kochbuch, CreateSpace Independent Publishing Platform, ISBN 978-1-5309-994-08)
- 2016: Algarve erkunden und erleben (CreateSpace Independent Publishing Platform, ISBN 978-1-5410-194-92)
- 2018: 111 Orte an der Algarve (Emons Verlag, ISBN 978-3-7408-0362-9, auch als englischsprachige Ausgabe)
- 2020: Leiser Tod in Lissabon (Kriminalroman, Emons Verlag, ISBN 978-3-7408-0783-2)
- 2021: 111 Orte im Alentejo (Emons Verlag, ISBN 978-3-7408-1067-2)
- 2021: Das Lissabon des Fernando Pessoa (Edition A-B Fischer, ISBN 978-3-948114-07-7)
- 2022: Rache im Alentejo (Kriminalroman, Emons Verlag, ISBN 978-3-7408-1574-5)
- 2025: Alles – bloß nicht vage! : Die portugiesische Dichterin Florbela Espanca, ISBN 978-3-949302-30-5